# Округ Картер (Оклахома)
Картер (енгл. Carter County) је округ у америчкој савезној држави Оклахома.

## Демографија
По попису из 2010. године број становника је 47.557, што је 1.936 (4,2%) становника више него 2000. године.
| Група             | 2000.          | 2010.          |
| Белци             | 35.055 (76,8%) | 34.498 (72,5%) |
| Афроамериканци    | 3.467 (7,6%)   | 3.208 (6,7%)   |
| Азијати           | 276 (0,6%)     | 506 (1,1%)     |
| Хиспаноамериканци | 1.269 (2,8%)   | 2.528 (5,3%)   |
| Укупно            | 45.621         | 47.557         |